# (9352) 1991 UB4
A (9352) 1991 UB4 a Naprendszer kisbolygóövében található aszteroida. Ueda Szeidzsi és Kaneda Hirosi fedezte fel 1991. október 31-én.